# La Vega (Caracas)
Pour les articles homonymes, voir La Vega.
La Vega est l'une des vingt-deux paroisses civiles de la municipalité de Libertador dans le district capitale de Caracas au Venezuela.